# Štrit
Štrit – wieś w Słowenii, w gminie Škocjan. W 2018 roku liczyła 84 mieszkańców.